# Língua aparaí
Aparaí é uma língua da família caribe falada pelos aparaís no brasil. A língua está classificada como vulnerável pela UNESCO.

## Vocabulário
Vocabulário aparaí:
| Português    | Apalaí         |
| ------------ | -------------- |
| água         | tuná           |
| banana       | parurú         |
| cão          | kaikutí        |
| corça branca | kariakó        |
| caititu      | papirá         |
| cuatá        | arimí          |
| fogo         | potó           |
| galo         | kurakiri       |
| galinha      | kuvakirí       |
| jacamim      | mamiçarí       |
| jaguar       | kaikutí tamurú |
| lua          | nonó           |
| macaco-prego | mikó           |
| mutum        | ankó           |
| paca         | kurimahú       |
| pombo        | katapurú       |
| pedra        | çaipé          |
| rato         | unpó           |
| remo         | opukuitá       |
| sal          | çautú          |
| taiaçu       | ponokó         |
| tucunaré     | matauare       |
| Aparaí       | Arakwayu       |